# La leggenda degli Eldowin
La leggenda degli Eldowin è il secondo romanzo della trilogia fantasy degli Eldowin creata da Laura Iuorio. Pubblicato nel novembre 2009, è il seguito del romanzo Il destino degli Eldowin.

## Trama
L'Arwal è sull'orlo di una guerra, voluta e manovrata dietro le quinte da Adras, eminenza grigia dell'Argelar. L'invasione del Varlas sembra ormai inevitabile, e la tensione per il conflitto imminente, i giochi di potere della nobiltà di palazzo, le frequenti incursioni e scorrerie degli eserciti sconvolgono ben presto la vita di tutti gli abitanti del continente: nel ducato di Vniri, dominio dei Doria Malvolas e dei vampiri di corte, ultimo baluardo prima del dilagare degli eserciti argeliani; nel montuoso Tarvaal e nelle immense Terre dei Barbari, attraverso l'accanita e sempre più disperata ricerca della maga Reven e del suo schiavo allo scopo di rintracciare una leggendaria arma in grado di contrastare Adras, un tempo maestro e mentore della donna; nel bosco di Madian, su cui la nera fortezza di Krun incombe sempre più minacciosa. E proprio la guardiana di Madian compie la scelta che potrebbe cambiare le sorti della storia, mandando una spedizione verso ovest nella flebile speranza di trovare l'unica autorità in grado di riunire tutti gli elfi dell'Arwal contro il nemico comune: i leggendari Eldowin.

## Edizioni
- Laura Iuorio, La leggenda degli Eldowin, Fanucci, 2009,  p. 416, ISBN 88-347-1557-8.